# 리겔
리겔(Rigel, 학명: β Orionis/약칭: β Ori)은 오리온자리 방향에 있는 초거성이다. 바이어 명명법에 따르면 별자리에서 두 번째로 밝다는 의미의 오리온자리 베타로 표기한다. 그러나 실제로 리겔은 알파별인 베텔게우스보다 더 밝다. 알파별인 베텔게우스와 달리 푸른색을 띤다. 실시등급은 0.12로 일곱 번째로 밝은 별이다. 태양으로부터 773광년(光年) 밖에 있으며, 지구에서 볼 때 하나의 광점으로 보이나 실제로는 삼중성계이다. 주인별 리겔 A는 절대등급 -7.84(태양 밝기의 12만 배 정도)의 청백색 초거성이다. A는 중심핵에 있던 수소를 모두 태웠고 태양 반지름의 79배 크기로 부풀어 올라 있으며 백조자리 알파형 변광성으로 주기적으로 밝기가 요동친다. 이에 비해 짝별 리겔 B의 밝기는 주인별의 500분의 1에 불과하여 작은 망원경을 이용해야 볼 수 있다. 리겔 B 자체도 분광형 B9 V의 청백색 주계열성 두 개로 이루어진 분광쌍성이며 구성원 각각의 질량은 태양의 2.5배, 1.9배이다.

## 관측
리겔의 겉보기 등급은 천문학 자료 데이터베이스 SIMBAD에 따르면 0.13으로 천구상 보이는 모든 별 중에서 태양을 빼고 일곱 번째로 밝다. 순위 바로 위는 카펠라이다. 겉보기 밝기는 0.05 ~ 0.18의 범위에서 불규칙하게 요동을 친다. 리겔의 바이어 명명법은 '베타별'이지만 알파별 베텔게우스보다 밝다. 1943년부터 리겔은 항성 분광형을 정하는 기준 스펙트럼으로 지정되어 지금까지 활용되어 오고 있다. 리겔은 밤하늘 1등성 이상 별들 중 실제 광도로 따질 경우 데네브, 베텔게우스 다음으로 세 번째이다. 리겔의 색지수는 B–V가 −0.03으로 흰색 또는 약간 청색을 띠는 흰색으로 보인다.
리겔은 12월 12일 자정과 1월 24일 저녁 9시에 관측시 최고 고도에 위치하므로 북반구에서는 겨울 저녁에, 남반구에서는 여름에 가장 잘 보인다. 남반구에서는 오리온자리가 동쪽에서 떠오를 때 별자리 밝은 별들 중 가장 먼저 나타난다. 리겔은 밝고 천구적도 근처에 있어 지구상 거의 모든 바다에서 관측이 가능하기 때문에 천측항법상 매우 중요한 항해별이다. 다만 북위 82도 위로 올라가면 지평선 아래로 가려 보이지 않는데 사실상 무시해도 좋은 조건이다.

## 특징

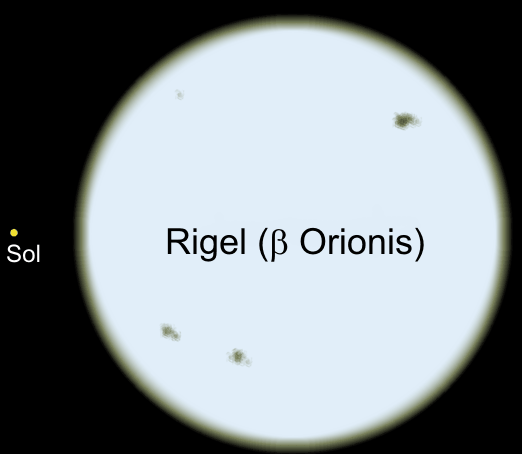
태양과 리겔의 크기를 실제 축척으로 비교한 것.

분광학적으로 측정한 리겔까지의 거리는 700 ~ 900 광년 사이이다. 히파르코스 위성이 2007년 확보한 시차자료에 따른 거릿값은 860 광년이었으며 오차범위는 약 9%(80 광년)이다. Moravveji 연구진은 이 거리에 기초하여 리겔의 밝기를 태양의 12만 배로 계산했다. 표면 유효온도는 12100 켈빈 정도이다. 주연감광 효과를 고려하여 간섭계로 측정한 각지름은 2.75 ± 0.01 밀리초각이다. 잠정적 거리를 대입하면 리겔의 반지름은 태양의 약 79배가 나온다. 2006년 Przybilla 팀은 대기모형을 사용하여 리겔까지의 거리를 1170 ± 130 광년으로 계산했는데 이로부터 나온 리겔의 밝기는 태양의 21만 8천 배, 질량은 21 ± 3 배, 반지름은 109 ±12 배였다.
CMFGEN 코드는 무거운 항성의 스펙트럼과 대기를 분석하여 별의 각종 정보를 알아내는 도구인데, 이를 이용하여 리겔을 조사한 결과 광도는 태양의 27만 9천 배, 반지름은 115배였고 항성풍의 속도는 시간당 약 107만 킬로미터였다.
리겔은 광도분류상 청색 초거성 단계에 있는데 이 상태에서 이미 중심핵에 있던 수소를 모두 태웠고 주계열 단계를 떠났다. 이후 리겔은 서서히 팽창하면서 밝기도 올라가고 헤르츠스프룽-러셀 도표를 가로질러 이동중이다. Przybilla 연구진은 리겔의 나이를 700 ~ 900만 년으로 가정할 경우 처음 태어났을 때 질량은 태양의 24 ± 3배로 추정되며 지금까지 태양 3개 정도 물질을 우주에 방출한 것으로 보인다고 계산했다. 리겔은 최후를 II형 초신성으로 끝낼 것으로 보이며 폭발로 흩뿌려진 물질들은 다음 세대 별들을 구성하는 재료로 재활용될 것이다. 리겔은 거리로 볼 때 초신성 후보 중 지구에서 매우 가까운 부류에 속한다.
리겔은 밝기가 매우 불규칙하고 복잡하게 변하는 변광성이다. 그런데 밝기의 변화 양상을 분석하면 백조자리 알파형 변광성의 원형별 데네브와 유사한 점을 찾을 수 있다. 리겔의 시선속도 변화 자료를 분석하면 적어도 19개의 비방사 맥동 패턴이 동시에 관측되며 이 패턴들은 그 주기가 최소 1.2일에서 최대 74일에 이른다. 이러한 맥동 현상은 리겔 내부 중심핵 바깥쪽의 수소연소껍질에서 일어나는 핵반응으로 보다 활발해진다. 동시에 중심핵에서는 삼중 알파 과정이 일어난다. 1998년 크리스토펠 왈켄 연구진은 리겔을 백조자리 알파형 변광성에 속한다고 분석했다.
리겔은 매우 밝은데다 이동 경로 주변에 여러 성운이 있기 때문에 이들을 밝히고 있는데, 대표적인 것은 IC 2118(마녀머리 성운)이다. 리겔은 오리온 성운과 연관되어 있는데, 오리온 성운은 리겔보다 지구에서 두 배나 멀지만, 리겔의 고유 운동 경로를 역추적하면 리겔이 태어난 장소는 오리온 성운 근처가 된다. 그 결과 리겔을 오리온 OB1 성협(여러 밝은 별들이 모여 있는 영역)의 구성원으로 보는 시각도 있다. 또는 더 구체적으로 황소자리-오리온 R1 성협의 일원(오리온 성운에 보다 가까우며, 나이가 젊은 성협으로 보임)으로 보는 시각도 있다.

### 측광학적 분석
2009년 캐나다 MOST 위성으로 28일에 걸쳐 리겔을 관측했다. 이 기간 동안 별의 광도는 천분의 일 단위로 변했는데 이로부터 리겔에 긴 주기의 맥동 패턴이 존재한다는 주장이 보다 신빙성을 얻었다.

### 분광학적 분석
리겔 주위에는 본체에서 빠져나온 가스가 별을 둘러싼 껍질 형태를 이루고 있다. 이러한 구조는 적색 거성이 청색 거성으로 쭈그러들 때 나타난다. 이는 청색 거성이 방출한 빠르고 강한 항성풍이 이전 적색 거성이 분출한 느린 항성풍을 압축하여 껍질 구조를 만들기 때문이다.
리겔의 분광형 B8은 여러 연구를 통해 확립된 수치로 초거성들의 분광형을 결정하는 기준점 역할을 한다. 다만 세부적으로는 주기적으로 항성 대기가 우주로 방출되어 나가면서 큰 폭으로 스펙트럼상 변화가 있다. 구체적으로 방출선, 흡수선, 2중선, 백조자리 P 프로파일, 역(逆) 백조자리 P 프로파일 등이 스펙트럼상 드러나며, 뚜렷한 규칙성은 발견되지 않는다. 따라서 논문 저자에 따라 구체적 분광형은 B8Iab, B8Iae 등으로 다양하다.

## 항성계
1831년 프리드리히 빌헬름 폰 슈트루페는 이 별이 안시 이중성임을 발견했다. 본체 A 옆에 보이는 리겔 B의 밝기는 아주 어둡지는 않아 6.7이다. 그러나 주인별의 밝기가 500배 더 밝은데다 바로 옆에 있기 때문에 150 밀리미터 이하 망원경으로는 관측이 어렵다. 그러나 7 센티미터 구경 정도의 성능 좋은 망원경을 이용하면 빛을 150배 더 끌어모아 관측이 가능하므로 리겔 B를 쉽게 구별하여 볼 수 있다. 리겔까지의 거리를 고려하면 B는 주인별로부터 2200 천문단위(12 광일) 정도 떨어져 있다. A와 B는 고유 운동이 똑같기 때문에 공전 운동이 관측되지 않았다. 리겔 항성계 구성원은 전부 세 개로 알려져 있다. 다만 네 번째 구성원이 있다는 연구제기가 종종 있었으나 이는 주인별의 표면이 물리적으로 맥동을 쳐서 생긴 밝기 변화를 잘못 해석한 것으로 보인다.
리겔 B 자체가 별 두 개가 매우 가까이 붙어 있는 분광쌍성계이다. 두 별은 각자 주계열성으로 서로의 질량중심을 9.8일에 1회 돌고 있다. 분광형은 둘 다 B9V이며 질량은 각각 태양의 2.5배, 1.9배이다.

## 어원 및 문화적 특징
현 명칭은 아랍어 이름 '리즐 자우자 알 유스라'(자우자의 왼발, '리즐'은 '다리'의 뜻)에서 왔다. 이 아랍어 이름은 10세기까지 연원을 거슬러 올라갈 수 있다. '자우자'는 오리온 형상의 고유명칭이었다. 이외에 불린 이름으로 رجل الجبار (리글 알-갑바르, 거대한 자의 발)가 있는데 이는 드물게 쓰이는 다른 명칭 '알게바' 또는 '엘게바'의 연원이 되었다. 알폰소 성표에는 상기 명칭을 '리겔'과 '알게바'로 쪼갰으며 주석에 다음과 같이 기록했다. "et dicitur Algebar. Nominatur etiam Rigel."
17세기 이후 문헌에 남은 다른 이름으로 지오반니 바티스타 리치올리의 '레겔'(Regel), 빌헬름 시카드의 '리글론'(Riglon), 에드문드 칠미드의 '알기바'(Algibbar) 등이 있다.
북유럽 신화에서 리겔은 '아우르반딜의 발가락'으로 불린 것으로 추정된다.
과거 중국에서는 리겔을 삼수칠(参宿七, 삼수에서 일곱 번째 별)로 불렀다. 일본에서는 겐지 씨족이 리겔의 흰색 빛을 가문의 문장으로 선택했으며 별의 이름을 겐지보시(일본어: 源氏星)로 불렀다.(반면 헤이시 씨족은 베텔게우스의 붉은 빛을 선정했다.) 일본에서 불린 다른 명칭으로 긴와키(일본어: 銀脇)가 있는데 이는 '미쓰보시(삼형제별) 옆에 있는 은빛 별'을 뜻한다.

## 같이 보기
- 청색 초거성
- 데네브